# Campo profughi di Latina
Il Centro assistenza profughi stranieri "Roberto Rossi Longhi" di Latina (in sigla CAPS di Latina), meglio conosciuto come campo profughi di Latina, fu il più grande centro di accoglienza e smistamento di profughi e rifugiati operativo in Italia tra il 1957 e il 1991, durante la cosiddetta guerra fredda. Il campo profughi era situato in viale XXIV Maggio a Latina, nel Lazio, a metà strada tra la capitale Roma e Gaeta, dove fino al 2004 aveva sede la Sesta Flotta degli Stati Uniti d'America.
Durante gli oltre trent'anni di attività (dalla rivoluzione ungherese alla caduta del muro di Berlino) per il centro profughi di Latina transitarono oltre 80 000 rifugiati, in attesa del loro definitivo trasferimento negli Stati Uniti d'America, Canada, Australia e Svezia.
La struttura è divenuta oggi sede distaccata della facoltà di economia dell'Università La Sapienza.

## Storia

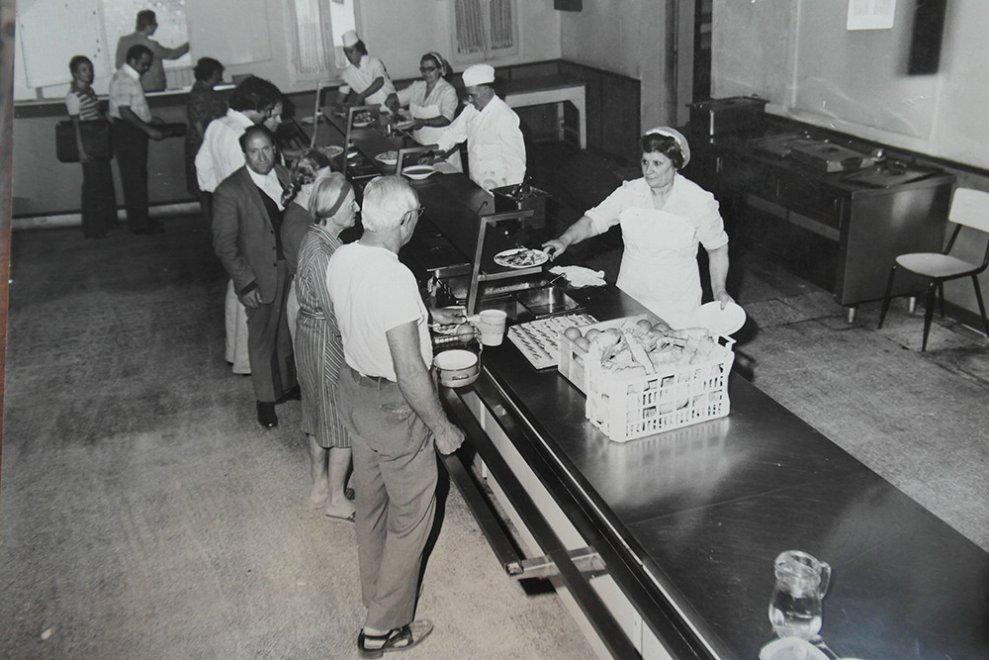
Mensa del campo profughi di Latina

Il centro venne istituito dal Governo italiano a seguito della rivoluzione ungherese del 1956 e aperto il 1º ottobre 1957, anche grazie all'aiuto economico degli Stati Uniti d'America, dell'Alto commissariato delle Nazioni Unite per i rifugiati (UNHCR) e del Comitato Intergovernativo per le Migrazioni Europee (ICEM).
La gestione del campo venne originariamente affidata all'Amministrazione per gli Aiuti Internazionali (AAI), che nel 1963 fu inglobata nel Ministero dell'Interno, e infine soppressa nel 1977. Da allora il campo venne gestito direttamente dalla Prefettura di Latina fino alla caduta del muro di Berlino nel 1989.
Tra il 1952 e il 1978 il campo ospitò cittadini richiedenti asilo politico, mentre successivamente le motivazioni furono prevalentemente di tipo economico e quindi nella volontà di emigrare verso nazioni con un più alto tenore di vita. In particolare, successivamente all'elezione di papa Giovanni Paolo II nel 1978, vi fu una notevole impennata di richieste di asilo di cittadini polacchi, fino al culmine di oltre 8 000 rifugiati toccato nell'estate 1987 che causò una grande emergenza a livello nazionale.
Il campo, in cui il 90% dei richiedenti asilo proveniva dalla Polonia, venne chiuso per i nuovi arrivi e le persone dovettero essere ospitate negli alberghi della zona. A causa dei provvedimenti legislativi (che in seguito confluirono nella cosiddetta Legge Martelli) volti a contrastare il massiccio afflusso di stranieri, anche il numero di migranti diminuì, tanto che nel marzo 1989 al campo erano presenti solo 448 profughi; per tale motivo il Ministero dell'interno iniziò a disdire i contratti con gli albergatori locali.
Il campo venne chiuso ufficialmente l'8 gennaio 1991, pochi mesi prima della definitiva dissoluzione dell'Unione Sovietica. In seguito, la Prefettura versò all'Archivio di Stato di Latina il fondo documentale del centro profughi, costituito da oltre 300 000 documenti e articolato in tre serie (emigrati, trasferiti e dimessi), che includono anche gli schedari del centro profughi di Trieste.
Dopo molti anni di abbandono e degrado, la struttura è stata oggetto di recupero e dal 2005 ospita la sede distaccata della facoltà di economia dell'Università La Sapienza.

## Struttura

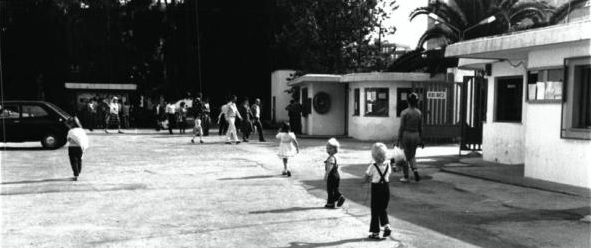
Bambini presso il campo profughi di Latina

Il campo venne allestito nell'ex caserma dell'82º reggimento fanteria a Latina, realizzata dal regime fascista negli anni 1930 inizialmente all'esterno del nucleo urbano, ma poi nel tempo inglobato in esso a seguito dell'espansione demografica della città pontina.
Il campo venne intitolato alla memoria del marchese Roberto Rossi Longhi, direttore dei piani e relazioni istituzionali dell'ICEM, morto il 17 ottobre 1957 all'età di 33 anni in conseguenza di un incidente stradale avvenuto il precedente 1º luglio ad un passaggio a livello di Bellevue (Ginevra).
Il campo era dislocato su un'area di 8 ettari e poteva ospitare circa 800 persone, anche se in alcuni periodi vi furono casi di notevole sovraffollamento, che ebbero il loro culmine nell'estate 1987 con l'arrivo di migliaia di cittadini polacchi.
In quanto ex struttura militare, il campo era circondato da un alto muro di cinta dotato di filo spinato, una guardiola all'ingresso e telecamere a circuito chiuso, il che comportava una desocializzazione e un isolamento fisico e culturale tra la comunità dei profughi e il contesto cittadino.

## Rifugiati

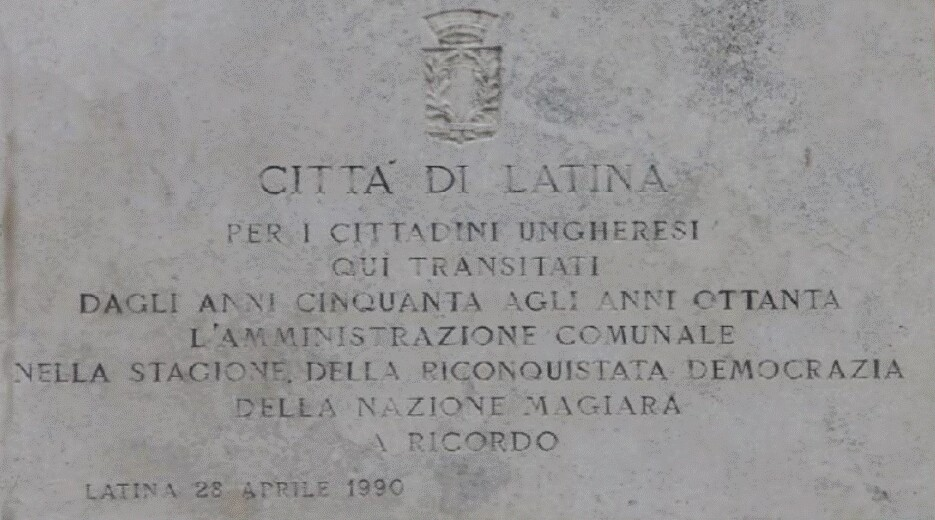
Lapide a ricordo dei profughi ungheresi transitati a Latina

Il campo di Latina ospitò complessivamente 80 000 persone, provenienti in maggioranza da Albania, Bulgaria, Cecoslovacchia, Jugoslavia, Polonia, Romania e Ungheria, e che scappavano dalla politica sovietica dell'Europa orientale. Vi furono anche cittadini cubani e vietnamiti, questi ultimi arrivati nel 1979 a seguito della missione dalla marina militare italiana per salvare i cosiddetti boat people della diaspora vietnamita. Nel campo profughi trovarono accoglienza anche cittadini spagnoli in fuga dal regime della Spagna franchista.
I rifugiati ricevevano l'equivalente di circa 10 dollari all'arrivo al campo, ma poi dovevano trovarsi qualche lavoro da fare all'interno della struttura (nel 1982 la paga giornaliera all'interno del campo era di 3 000 lire, equivalenti a 5,30 euro del 2017), oppure all'esterno; ad esempio, furono i profughi polacchi ad introdurre per primi in Italia nel 1986 il fenomeno dei cosiddetti "lavavetri al semaforo".
Il campo profughi, situato nel centro di Latina, consentiva una certa integrazione dei rifugiati con la popolazione locale, anche se spesso vi era diffidenza verso queste persone sconosciute e dalla "apparenza antiquata" che si fermavano solo per pochi mesi. Gli stranieri avevano la possibilità di uscire, mentre i cittadini italiani non potevano visitare il campo. I giornali dell'epoca in genere speculavano sulla condizione dei profughi, descrivendo gli uomini come delinquenti e le donne come prostitute e ingenerando nelle famiglie latinensi un atteggiamento di difesa e talvolta paura dovuta alla scarsa conoscenza reciproca.

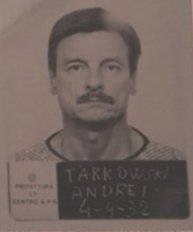
Fotosegnalamento di Andrej Tarkovskij a Latina nel 1985

Tra i rifugiati ospitati a Latina vi furono persone di diverse categorie sociali, dalla borghesia agli operai, inclusi molti intellettuali e artisti. Fra quest'ultimi, vi fu anche il regista sovietico Andrej Tarkovskij, che dopo aver girato il film Nostalghia nella campagna senese, chiese asilo politico agli USA nel 1984, suscitando grande clamore in tutto il mondo. Tarkovskij giunse al campo il 28 agosto 1985, dove con il numero di matricola 13225/379 vi rimase fino al rilascio del permesso ottenuto grazie all'interessamento di Ingmar Bergman per recarsi in Svezia a girare Sacrificio (Offret), il suo ultimo film.
Oltre ai rifugiati stranieri provenienti dall'Europa orientale, fino agli anni 1970 vennero smistati anche molti profughi italiani, che portò alla costituzione, nella città di Latina, di consistenti comunità (tuttora presenti) di dalmati e giuliani, nonché di espulsi italiani dall'Algeria, dall'Egitto nel 1956, dalla Tunisia nel 1964 e, in misura superiore, dalla Libia nel 1970.

## Filmografia
- Da est a ovest, fuga per la libertà: Campo profughi di Latina, regia di Emanuela Gasbarroni, Italia, 2015